# هولي كيني
هولي كيني (بالإنجليزية: Holly Kenny)‏ (23 يناير 1995) ممثلة بريطانية بدأت مشوارها الفني عام 2006 ولقد إشتهرت بعد دورها في فيلم فتاة بيضاء (فيلم 2008).

## من أعمالها
- فتاة بيضاء (فيلم 2008).

## روابط خارجية
- هولي كيني على موقع IMDb (الإنجليزية)
- هولي كيني على موقع ألو سيني (الفرنسية)
- هولي كيني على موقع أول موفي (الإنجليزية)
- هولي كيني على موقع قاعدة بيانات الفيلم (الإنجليزية)
- هولي كيني على موقع كينوبويسك (الروسية)